# Камний Врх-при-Амбрусу
Камний Врх-при-Амбрусу (словен. Kamni Vrh pri Ambrusu) — поселення в общині Іванчна Гориця, Осреднєсловенський регіон, Словенія. Висота над рівнем моря: 471,2 м.